# Tinodes tabonica
Tinodes tabonica är en nattsländeart som beskrevs av Wolfram Mey 1998. Tinodes tabonica ingår i släktet Tinodes och familjen tunnelnattsländor. Inga underarter finns listade i Catalogue of Life.